# Woodstock 99: Peace, Love, and Rage
Woodstock 99: Peace, Love, and Rage es una película documental de 2021 sobre el festival de música Woodstock '99.
La película presenta entrevistas en las que los promotores del concierto, los trabajadores, los artistas intérpretes o ejecutantes y los asistentes comparten sus experiencias del infame festival de 3 días que se vio empañado por un calor intenso, sobreprecio, violencia, agresión sexual, saqueos, vandalismo e incendios.
Woodstock 99: Peace, Love, and Rage se estrenó el 23 de julio de 2021 (el 22 aniversario del primer día del concierto), en HBO y HBO Max..
Es la primera película de la serie documental de seis partes Music Box.

## Reparto
- Michael Lang
- Dave Holmes
- Jewel
- Dave Mustaine
- Jonathan Davis
- Moby
- Black Thought
- Dexter Holland
- Noodles
- Scott Stapp

## Recepción
En el sitio web del agregador de reseñas Rotten Tomatoes, que clasifica las reseñas solo como positivas o negativas, el 93% de las 30 reseñas son positivas, con una calificación promedio de 7.6 / 10. El consenso de los críticos dice: "Woodstock 99 documenta el notorio festival de música como una película de terror que se desmorona con un efecto visceral, presentando un punto de inflamación en el nadir cultural y sugiriendo que también era una señal de problemas por venir."
 